# جيم ديفيز (عازف قيثارة)
جيم ديفيز (بالإنجليزية: Jim Davies)‏ هو عازف قيثارة بريطاني، ولد في 6 فبراير 1970 في لندن في المملكة المتحدة.

## وصلات خارجية
- جيم ديفيز على موقع ميوزك برينز (الإنجليزية)
- جيم ديفيز على موقع أول ميوزيك (الإنجليزية)
- جيم ديفيز على موقع أول ميوزيك (الإنجليزية)
- جيم ديفيز على موقع ديسكوغز (الإنجليزية)